# Abby Stein
Abby Stein, född 1 oktober 1991 i Brooklyn, är en amerikansk transsexuell författare och offentlig talare.

## Biografi
Vid 20 års ålder insåg Stein att det inte fanns något skäl att gömma sig längre och hon kom ut som den kvinna hon alltid varit.
Efter att Stein kom ut som en transsexuell kvinna berättades hennes livshistoria i många tidningar och tidskrifter i Sverige och internationellt.
År 2016 medverkade hon i Showtimes TV-program Darknet, i episod 8 "Revolt".